# 乔家大院
37°24′21.86″N 112°25′47.93″E / 37.4060722°N 112.4299806°E
喬家大院為著名旅遊區和電視劇拍攝地，位于山西省祁县乔家堡村，是清代商业金融资本家乔致庸的宅第。

## 概觀
始建于清代乾隆年间，以后曾有两次增修，一次扩建，于民国初年建成了一座宏伟的建筑群体，体现了中国清代北方民居的典型风格。
1985年，当地政府在古宅的基础上建成了祁县民俗博物馆，1986年11月1日开馆，正式对外开放，2001年乔家大院被国务院命名为全国重点文物保护单位，被国家旅游局评定为5A级旅游景区。乔家大院经营权起初归为国有，2007年祁县远大、上海盛富（实际控制人单九良，後犯金融罪已被捕）和重庆中昊签订一份《祁县乔家大院旅游景区投资开发建设项目合作意向书》，三家公司共同投资设立乔家大院旅游开发公司，其中民营股权比例占75%。由此，乔家大院经营权转为民营所有。
2016年3月後乔家大院公司改制的实际控制人為唐凯，武警工程大学畢業後短暫於武警部隊服役一年，在27歲時其出資1.4亿元人民幣拿下乔家大院近半股權，實質為代其父持有和管理公司，唐凯之父唐银龙,为山西华都集团董事长。新協議為新成立公司经营期限20年，景区门票收入全部归新公司，公司每年向祁县政府交付“文保管理费”1000万元其余收益按照股权进行分配，国有股份仅占25%。
在2018年全国国有景区门票被要求政策性降價，但民營化的喬家大院不受約束，票價反而大漲，票价是同类院子数倍，網上開始出現其實根本不必去而去鄰近其他院子進行替代性旅遊反而更體會古風的帖子，還列出了替代性的院子列表。中新经纬雜誌實地走訪發現法律規定「5A级旅游区的导游员或讲解员均应具大专以上文化程度，其中本科以上不少于30%，讲解词也要准确、有文采。」但實質上乔院導遊素質低劣只有少數較高，而很多莫名來源黑導遊可以直接在路中間攬客，一位老遊客張先生受訪表示十几年前去过一次后念念不忘，今年5月又带孩子去参观，却发现如今景区已被开发成四不像。「原本想带孩子想看看乔家人是如何经商、如何为人处世的，没想到景区内文化产品七拼八凑，还不如十几年前的氛围好。」
2019年，5A级旅游景区評審未過，資格被取消，原因為過度開發且商業氣息過重，已經開始損害古風味，票价为颐和园旺季时的4倍多。現階段公司方開始對景區內商販進行大規模清理，而成效待觀察。8月7日起，乔家大院景区暂停运营10天，围绕停车场、出口市场和服务质量等方面存在的问题进行集中整改，同时景区将适当对门票价格进行下调。

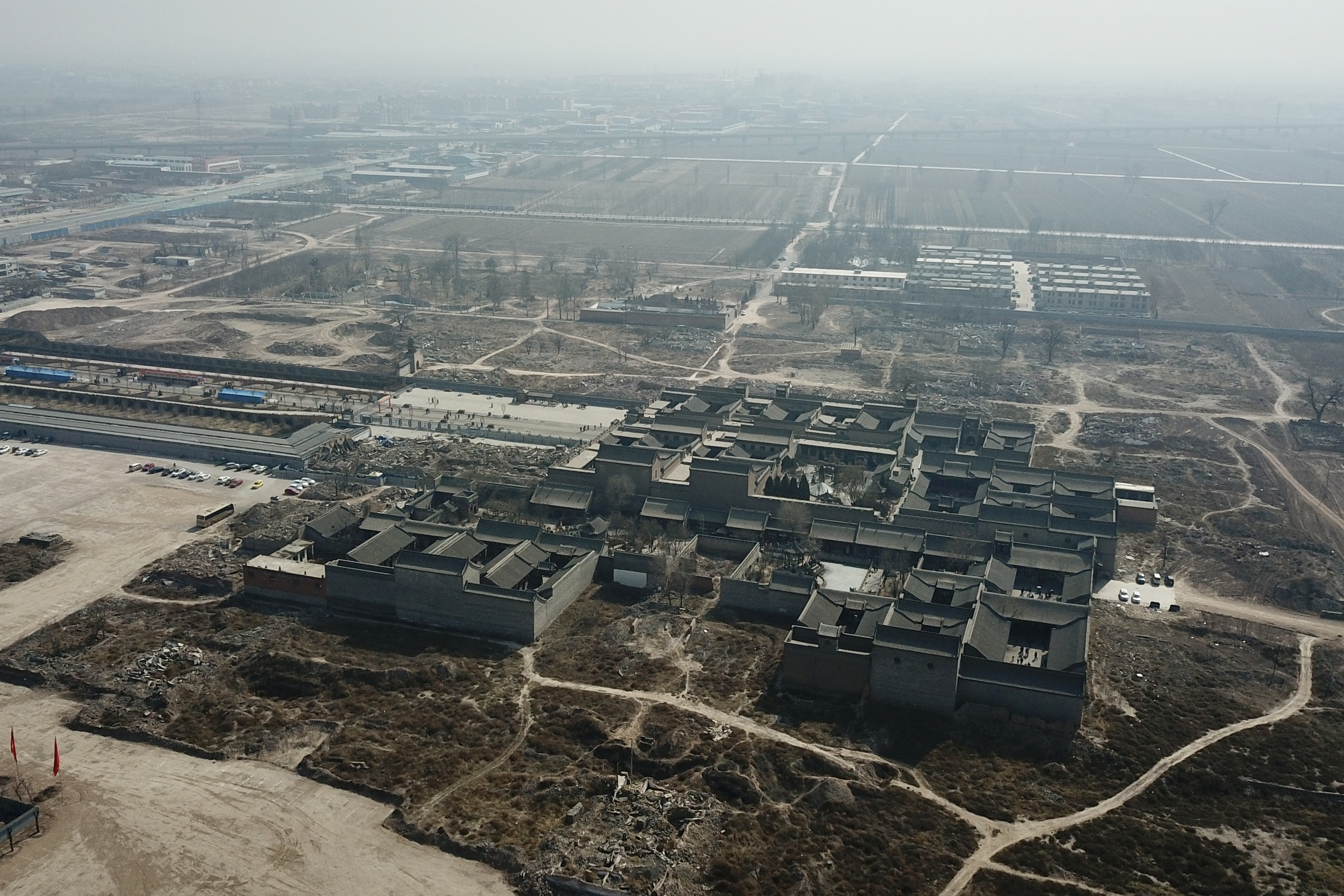
乔家大院天际线
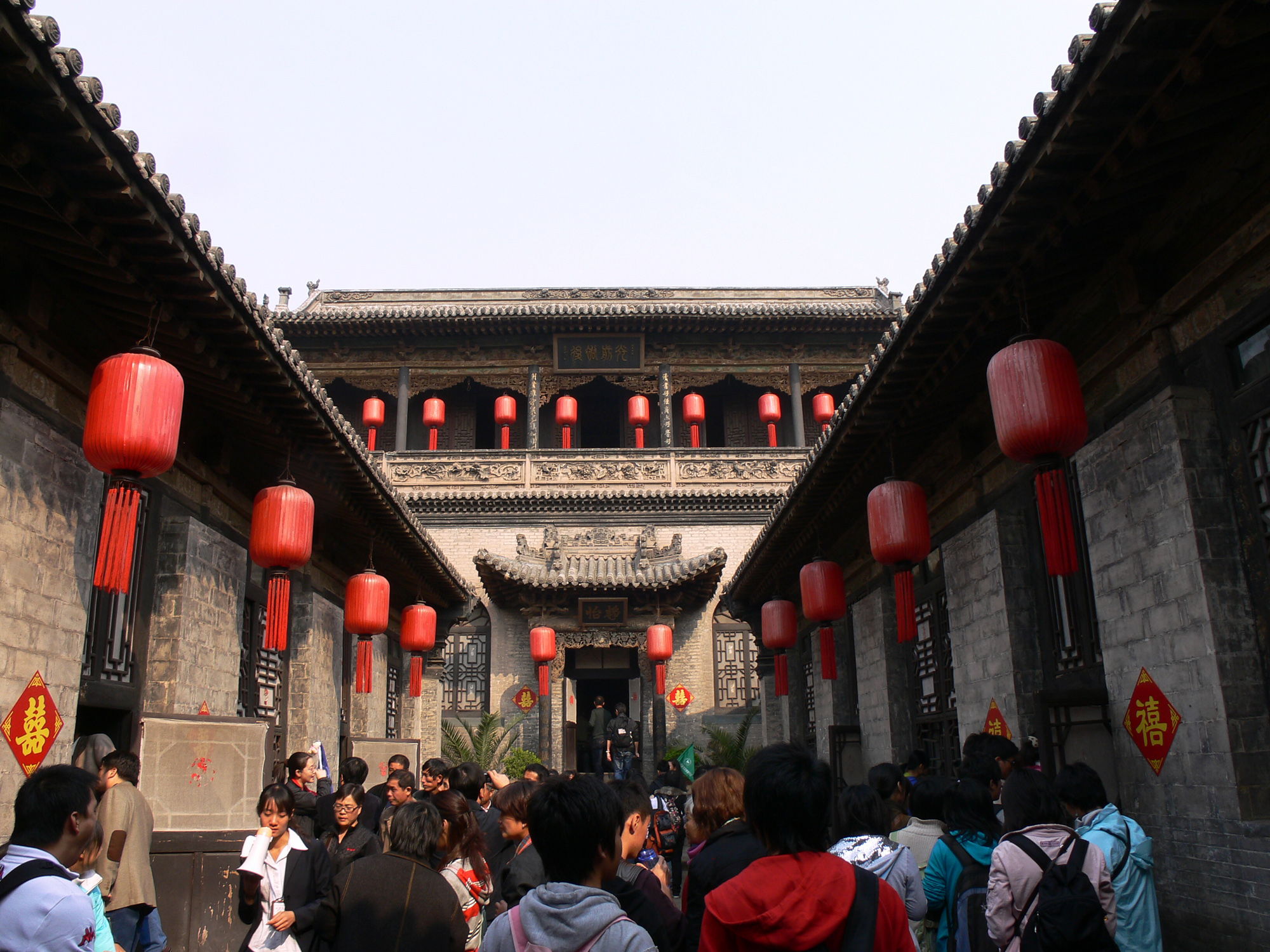
电影《大红灯笼高高挂》的拍摄场地山西乔家大院之静怡院
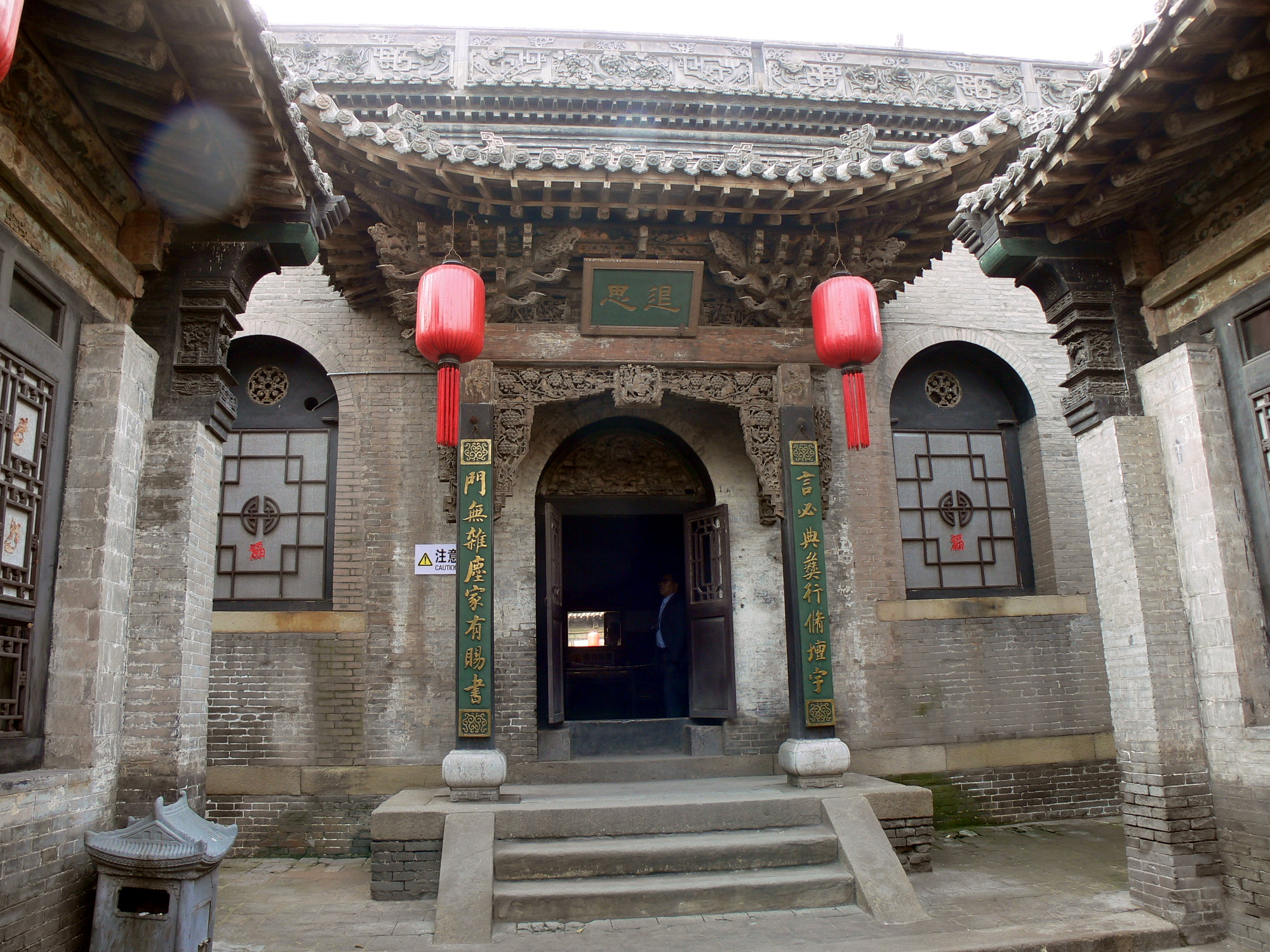
山西乔家大院之退思院
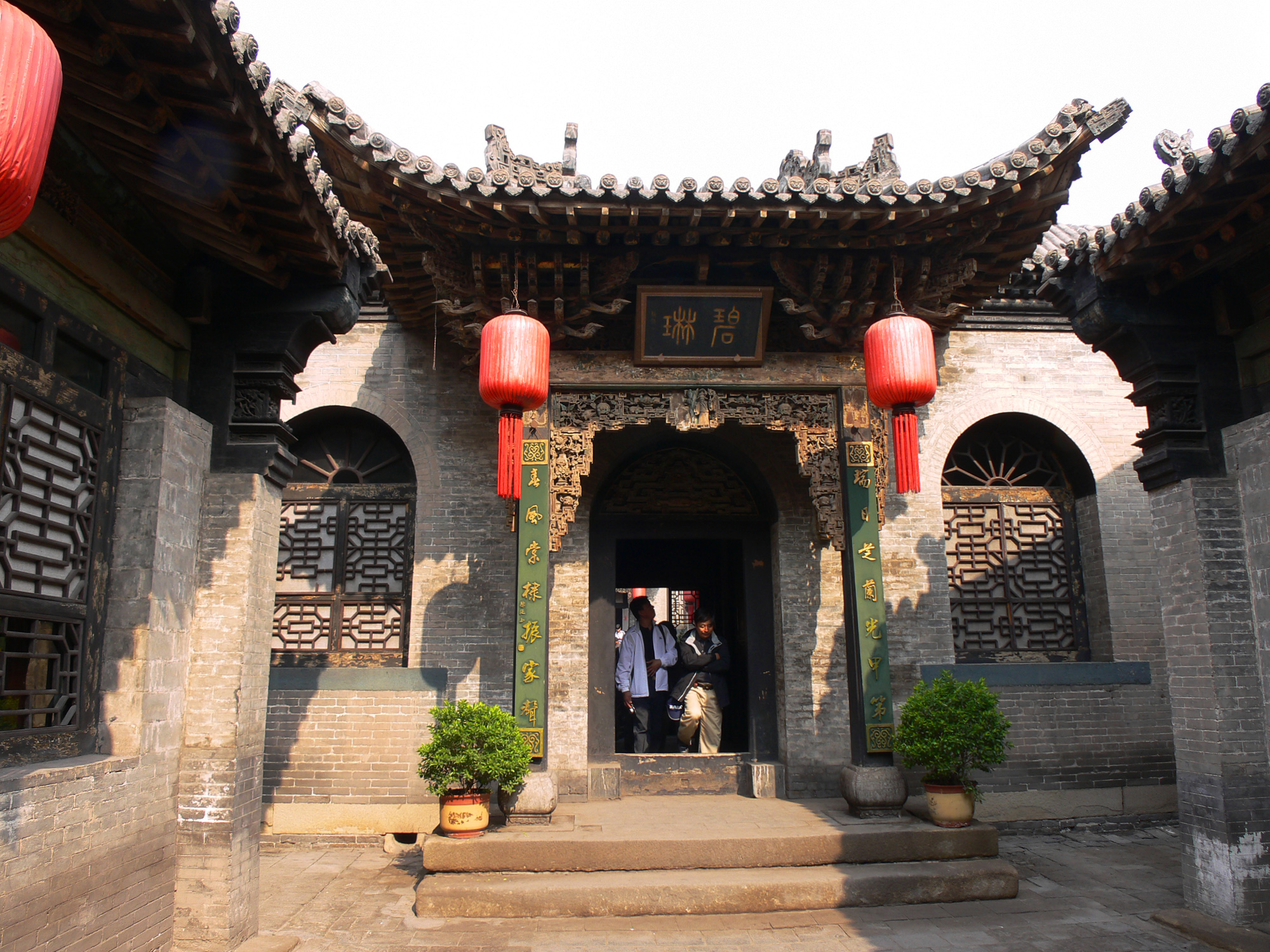
山西乔家大院之碧琳院
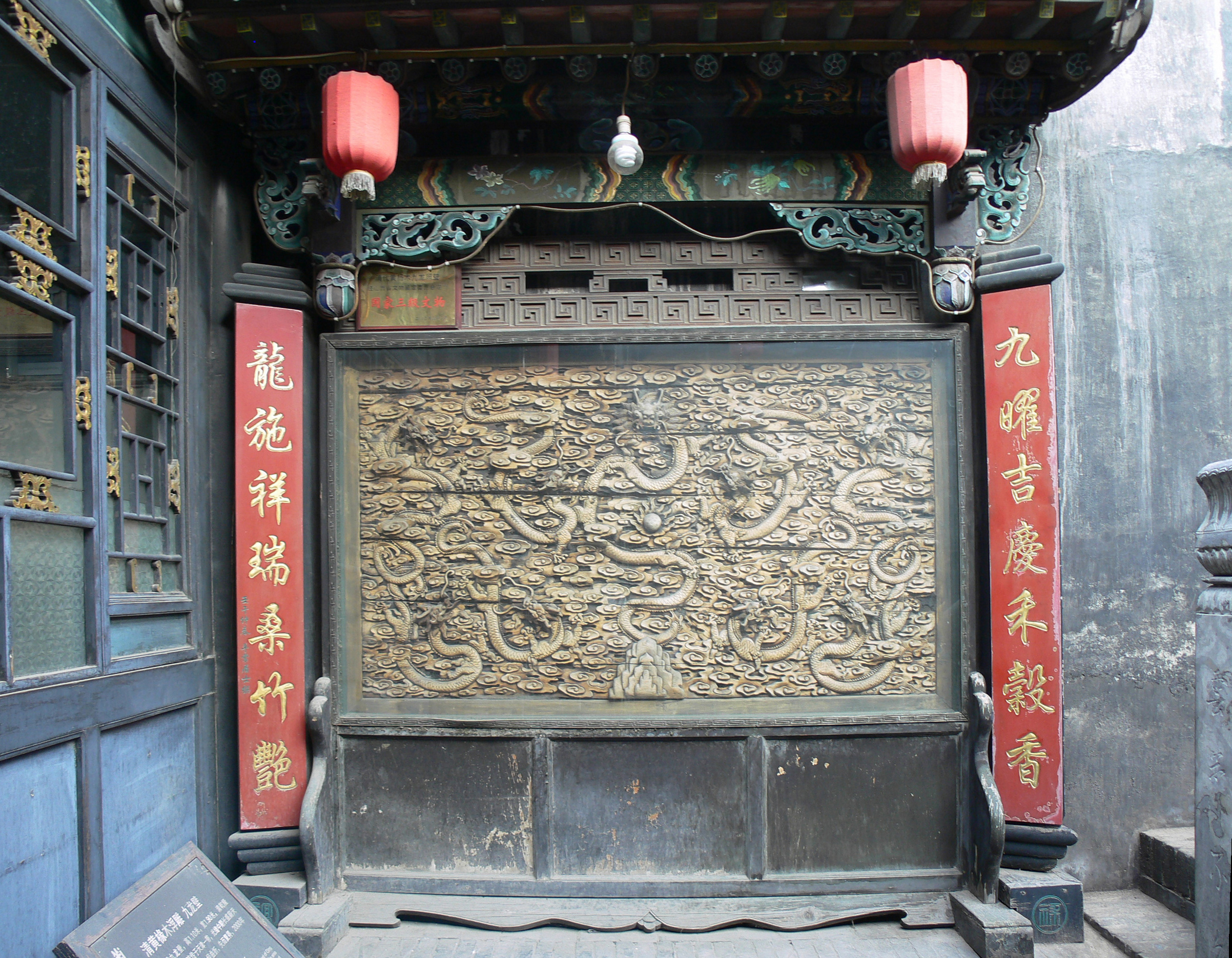
乔家大院黄椽木浮雕九龙壁
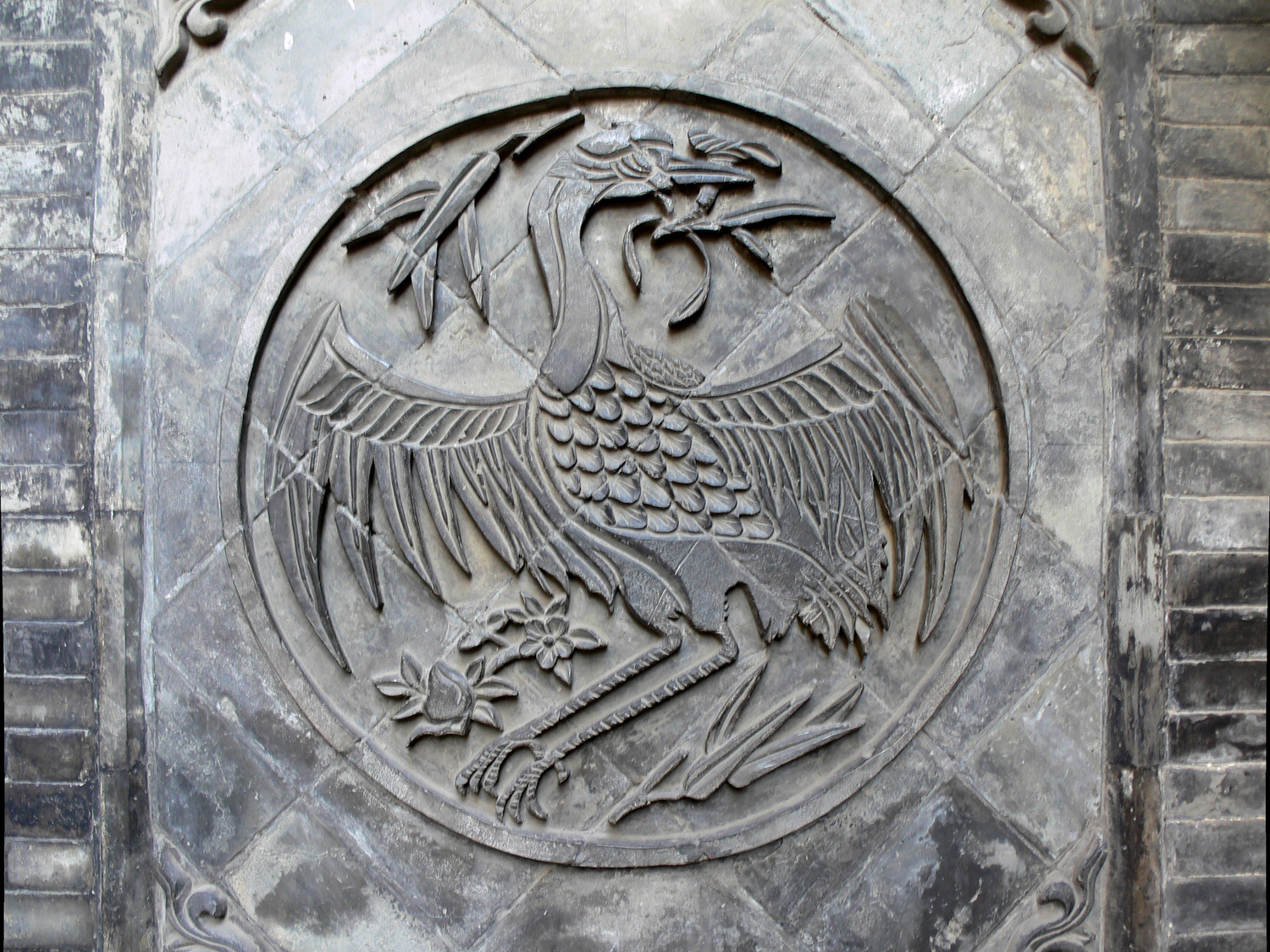
乔家大院砖雕
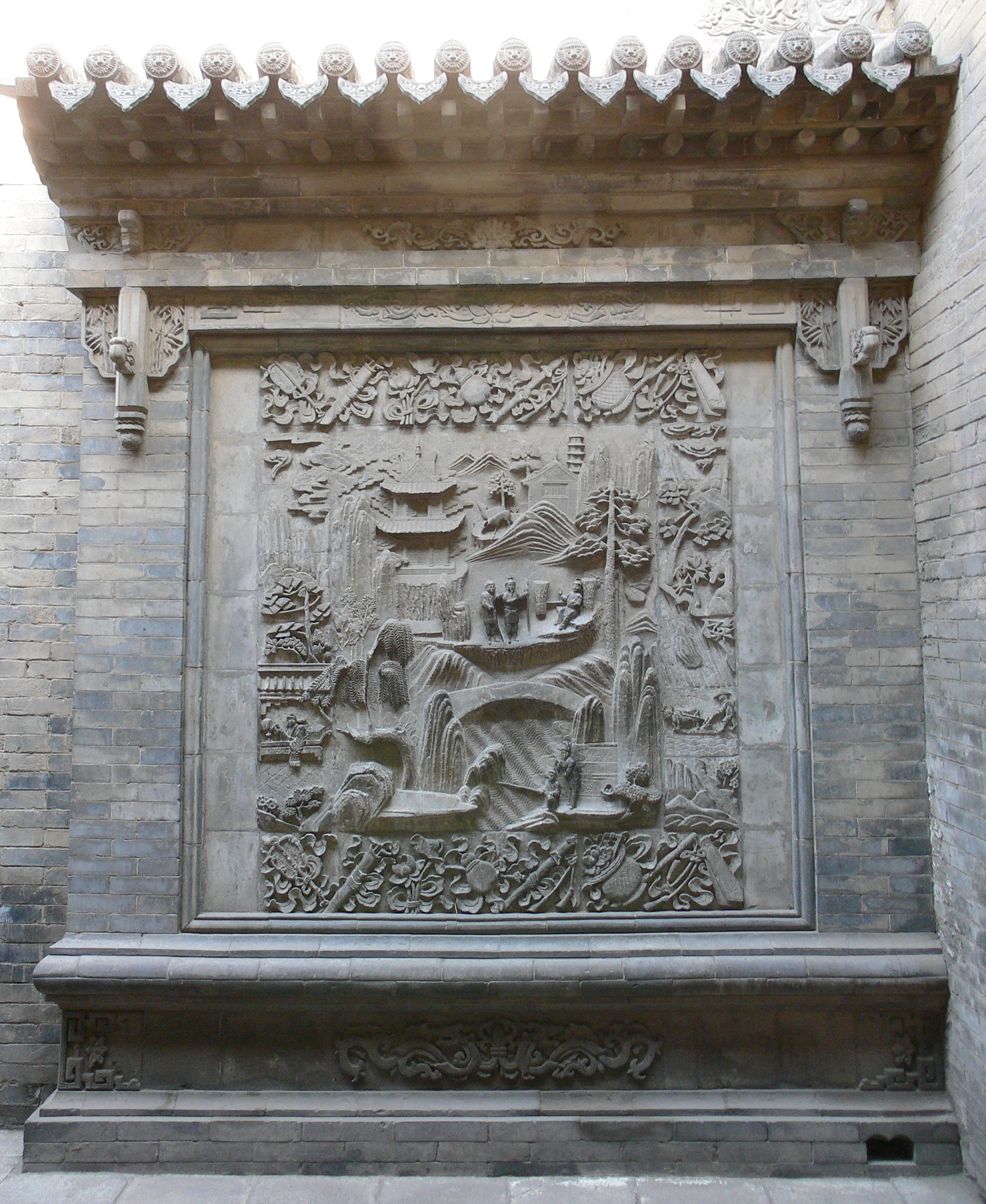
乔家大院砖雕